# Fäbodlöttjärnen
Fäbodlöttjärnen är en sjö i Hudiksvalls kommun i Hälsingland och ingår i Nianån-Norralaåns kustområde.